# مارغريت بارتلي
مارغريت بارتلي (بالإنجليزية: Margaret Bartley)‏ هي قاضية أمريكية، ولدت في 1959 في بيتسبرغ في الولايات المتحدة.